# John Martin Littlejohn

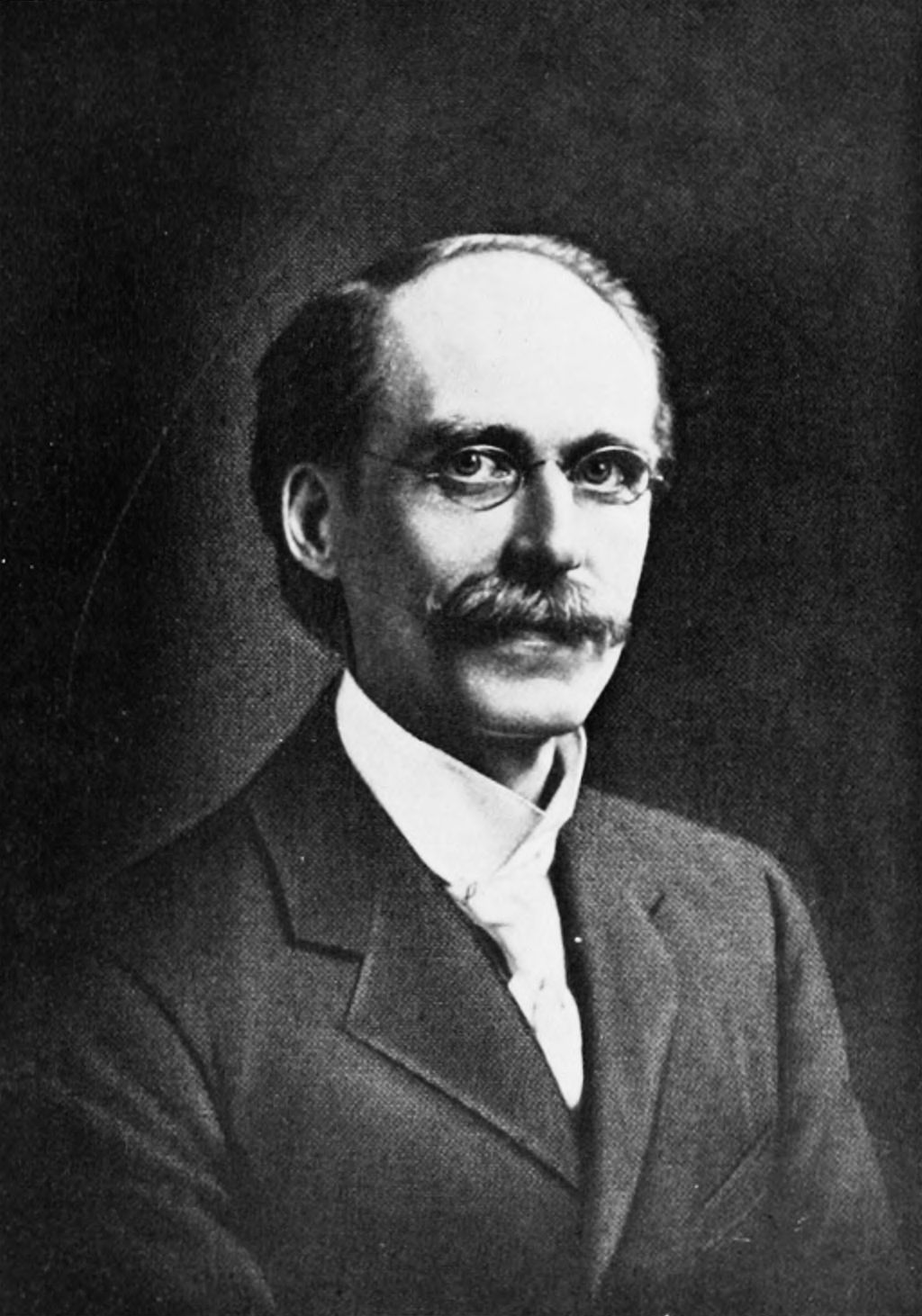
John Martin Littlejohn (1912)

John Martin Littlejohn (* 15. Februar 1867 in Glasgow; † 1947 in Bagger Hall bei London) war ein anglo-amerikanischer Mediziner und ein Schüler von Andrew Taylor Still, dem Begründer der Osteopathie.

## Leben
Littlejohn wurde im Jahr 1867 in Glasgow als Sohn des Pfarrers James Littlejohn geboren. Er studierte zunächst Theologie an der University of Glasgow und wurde im Jahr 1886 ordiniert. Danach studierte er Jura und Medizin. Seine Studien schloss er mit dem M.A., B.D. und LL.B. ab. Im Jahr 1892 zeichnete ihn die Universität Glasgow mit einer Medaille für seine Leistungen auf dem Gebiet der Forensik aus. Im gleichen Jahr siedelte er in die Vereinigten Staaten über und studierte von 1892 bis 1893 Politikwissenschaften an der Columbia University in New York. 1894 erlangte er den Ph. D., im Jahr darauf den LL. D. Von 1894 bis 1897 war er Präsident des Amity College in Iowa.
Von 1898 bis 1900 war Littlejohn Professor der Physiologie und Psychologie sowie Dekan der Fakultät an der American School of Osteopathy in Kirksville. 1900 wurde er Doktor der Osteopathie, sowie in den USA zugelassener Anwalt und Mitglied der Royal Society of Literature. Im Anschluss stand er zwölf Jahre lang als Präsident dem Chicago College of Osteopathy and Hospital vor. Außerdem lehrte er in Chicago als Professor für Physiologie am Dunham und Hering Medical College (1901–1907) sowie der National Medical University (1908–1911). Von 1908 bis 1910 war er Präsident der Associated Colleges of Osteopathy. Als Dekan und Geschäftsführer leitete er die British School of Osteopathy in London. Er war Herausgeber des Journal of the Science of Osteopathy und Osteopathy World und veröffentlichte mehrere Bücher über Osteopathie und Physiologie.
Littlejohn war ab 1900 mit Mabel Alice, geb. Thompson, verheiratet. Sein Sohn James Littlejohn (* 1905) wurde ebenfalls Arzt.

## Leistungen
Littlejohn überlieferte das mechanische Modell eines Kräftepolygons („Polygon of Forces“) (nicht mit dem physikalischen Begriff Kräftepolygon zu verwechseln!) und entwickelte das Konzept des General Osteopathic Treatments (GOT).

## Publikationen (Auswahl)
- Zwei Schriften zur Osteopathie. Jolandos, Pähl 2008, ISBN 978-3-936679-47-2.
- Psychophysiologie (1899) Jolandos, Pähl 2009, ISBN 978-3-936679-44-1.
- Osteopathie erklärt : eine Abhandlung für Laien. Jolandos, Pähl 2009, ISBN 978-3-936679-43-4.
- Das große Littlejohn-Kompendium: Ausgewählte Fachartikel; Abhandlungen zur Osteopathie 1899 – 1939. Jolandos, Pähl 2009, ISBN 978-3-936679-56-4.
- Osteopathische Diagnostik und Therapie. Jolandos, Pähl 2011, ISBN 978-3-936679-89-2.